# Новоалексеевская улица (Москва)
Новоалексе́евская улица — улица на севере Москвы в Алексеевском районе Северо-Восточного
административного округа, между проспектом Мира и Маломосковской улицей. Названа по селу Алексеевское, которое вошло в черту Москвы в начале XX века.

## Расположение
Новоалексеевская улица начинается тоннелем под проспектом Мира напротив Широкого проезда, проходит на северо-восток, пересекает 3-ю Мытищинскую и Староалексеевскую улицы и заканчивается на пересечении с Маломосковской улицей и 1-м Рижским переулком, переходя в улицу Павла Корчагина.
После пересечения улицы с 3-й Мытищинской улицей движение в сторону центра (к тоннелю под проспектом Мира) двухполосное одностороннее. После выезда из тоннеля левая полоса выходит на проспект Мира к Рижской площади, а правая ведёт к Мурманскому проезду.

## Примечательные здания и сооружения
- № 1 — жилой дом. Здесь жили певица Майя Кристалинская[1], кларнетист Владимир Соколов[2]. В здании располагается Центральная библиотека имени А. М. Горького № 94 СВАО (ЦБ); Центральная библиотечная система № 3 СВАО;
- № 3 — жилой дом. Здесь в 1960-х—1980-х годах жил композитор Ян Френкель[3].
- № 4, корпус 5 — фабрика «Московская мозаика»;
- № 5, стр. А — здание выделялось своим граффити на космическую тему, которое закрасили коммунальные службы в середине марта 2020 года.
- № 6 — школа № 1539 (бывшая 308). Построена из крупных блоков по типовому проекту Т-2[4]
- № 8 — Северо-восточное окружное управление образования, Учебно-методический центр; Вечерняя сменная школа № 17;
- № 10 — РОВД СВАО Алексеевский;
- № 13 — отделение связи № 626-И-129626 (доставочное);
- № 16 — завод «Водоприбор»;
  - № 16, стр. 8, 10, 13 — Алексеевская насосная станция за Крестовской заставой (с 1933 г. — в составе предприятия «Оремзнасос», с 1938 г. — «Литейно-механический завод водопроводного оборудования и приборов» («Водоприбор»), 1890—1893 гг., 1897—1906 гг., архитектор М. К. Геппенер, инженеры Н. П. Зимин, К. Г. Дункер, А. П. Забаев[5].

## Общественный транспорт
По улице проходят маршруты автобуса 714 (Рижский вокзал — Улица Павла Корчагина) и 414 (к метро «Алексеевская»).